# Zoolook
Zoolook — сьомий студійний альбом французького музиканта Жан-Мішеля Жарра, який вийшов у листопаді 1984 року.

## Інструменти
- Fairlight CMI
- Emulator
- Moog 55
- ARP 2600
- Yamaha DX7
- PROPHET V
- OBXA
- AMS
- SIMMONS SDS V
- MATRISEQUENCER

## Список композицій
Перевидання 1985 року:
| Перша сторона | Перша сторона | Перша сторона |
| #             | Назва         | Тривалість    |
| ------------- | ------------- | ------------- |
| 1.            | «Ethnicolor»  | 11:45         |
| 2.            | «Diva»        | 7:12          |

| Друга сторона | Друга сторона           | Друга сторона |
| #             | Назва                   | Тривалість    |
| ------------- | ----------------------- | ------------- |
| 1.            | «Zoolookologie (Remix)» | 3:46          |
| 2.            | «Wooloomooloo»          | 3:18          |
| 3.            | «Zoolook (Remix)»       | 3:51          |
| 4.            | «Blah-Blah Cafe»        | 3:21          |
| 5.            | «Ethnicolor II»         | 3:52          |